# 검은 고양이와 마녀의 교실
《검은 고양이와 마녀의 교실》(일본어: 黒猫と魔女の教室)는 카네다 요스케에 의한 일본의 만화. 《매거진 포켓》(코단샤)에서 2022년 3월 16일부터 연재 중. 사제 관계에 있는 마녀 견습생과 검은 고양이에 의한 「학원 판타지」작품.
2026년에 TV 애니메이션화가 발표되고 있다.

## 줄거리
주인공은, 마법을 사용할 수 없는 폰코트의 마녀 견습 스피카 버고. 1등급 마술사인 클로드 시리우스를 동경해, 마법 학교 「왕립 디아나 마술교」에의 합격을 꿈꾸고 있다. 마법학교 합격을 위해서는 스승이 필요하지만, 스피카에는 돈도 코네도 없다. 그러나 그럴 때 스피카 앞에 인어를 구사하고 마법을 사용하는 저주에 걸린 검은 고양이가 나타난다. 마술을 배우고 싶은 스피카와 저주를 하고 싶은 검은 고양이의 생각은 일치. 사제 관계를 맺어 왕립 디아나 마술교에의 합격을 목표로 한다.

## 등장인물
음성의 항은 4권 발매시에 공개된 PV의 성우·TV 애니메이션 공통.

### 주인공
스피카 버고 (일본어: スピカ・ヴァルゴ)
성우 - 혼도 카에데
본작의 주인공.
별자리는 처녀자리. 키는 156센티미터. 혈액형은 O형. 생일은 8월 23일. 단행본 1권의 시점에서의 나이는 14세.
친가는 농가로, 4남 2녀의 대가족.
한때 생명을 구해진 클로드를 동경해, 그와 같은 일등 마술사가 되도록 마법을 기억하려고 독학으로 노력하고 있었다.
마법을 사용할 수 없는 채, 디아나교의 입학 시험까지 1년을 끊어 고민하고 있을 때, 끔찍한 일로부터 전 인간의 마술사의 고양이와 만나, 마법의 스승이 되어 받을 것을 부탁한다. 그러나 그 고양이야말로 스피카의 동경하는 클로드 시리우스 장 본인이었다.
아무것도 마법을 사용할 수 없다고 생각했지만, 후에 어떤 마법 특성에도 해당하지 않는 「재생 마법」을 사용할 수있는 것이 판명. 또한 일시적으로 클로드의 저주를 풀 수있는 유일한 존재이며 우여곡절을 거쳐 클로드의 제자가 된다.
클로드의 특훈도 있어 입학시험에 합격하고, 클로드의 카븐(클래스)이 된다.
긍정적이고 쾌활, 포기의 나쁜 성격이지만, 클로드 앞에서는 처녀다운 일면을 보이기도 한다.
클로드 시리우스 (일본어: クロード・シリウス)
성우 - 시마자키 노부나가
본작의 또 다른 주인공.
별자리는 궁수자리. 키는 178센티미터. 혈액형은 A형. 생일은 12월 21일. 단행본 1권의 시점에서의 나이는 21세.
16세에 1등급 마술사가 되어, 디아나교의 고등부를 날급으로 졸업한 전 천재 마술사. 17세에 교수로 선임되기도 「윤회의 저주」로 고양이가 된 것으로 불과 1년 정도로 행방불명이 되어 떨어졌다.
디아나 학교에 입학을 목표로 하는 스피카와 만나, 그녀가 고양이의 모습의 클로드의 말을 이해하고, 무엇이든지 한다고 말한 것으로부터, 그녀의 스승이 된다.
스피카가 마력을 항문에서 주입한 것으로 저주가 풀려, 스승을 그만두려고 했지만, 그녀의 레벨 부족으로부터, 곧바로 고양이의 모습으로 돌아갔다. 1등급 마술사가 된다고 하는 스피카의 꿈과, 「윤회의 저주」의 해제를 목표로 하는 클로드의 이해의 일치로부터 선생으로서 3년간 확실히 특훈을 하게 된다.
일시적이면서 인간으로 돌아갈 수 있게 되었기 때문에, 디아나교의 교수에 복귀하지만, 실종했다는 소문으로부터 학생들로부터 불신감을 안고 있는 것으로부터, 담당하는 카븐(클래스)의 학생을 전원 졸업시킨다고 하는 시련을 부과된다.
덧붙여 자신가로 입이 나빠, 그에게 환상을 안고 있던 스피카가 환멸할 만큼 성격이 나쁘다. 그러나 말과는 반대로 강한 정의감을 가지고, 스피카들이 위기에 빠지면 위험도 생략하지 않고 튀어나와 미워 입을 두드리면서 돕는 툰데레 기질인 곳도.

### 왕립 디아나 마술학교 관계자

#### 선생님
저스티스 라이브라 (일본어: ジャスティス・ライブラ)
디아나 학교의 교두.
쟌느 (일본어: ジャンヌ)
디아나 교의 교장으로, 클로드의 스승.
언뜻 보면 품위있는 숙녀이지만, 제자의 클로드에 지지 않고 못지않게 성격이 나쁘다.

#### 클로드 코분
클로드가 담임을 맡는 클래스이며, 스피카가 소속하는 클래스이기도 하다.
아리아 아쿠에리아스 (일본어: アリア・アクエリアス)
스피카의 급우. 그녀의 친구이고 입학을 위한 실기 시험의 또 다른 합격자.
생일은 1월 20일.
무엇을 하기에도 천재적인 재능을 가지고, 고레벨의 물병자리 마법(수족관 매직)을 잘 다룬다.
스피카와는 소꿉친구로 일방적으로 라이벌시되고 있지만, 아리아 자신은 그녀를 어리석게 하는 언동이 많다.
이오 타우로스 (일본어: イオ・トーラス)
스피카의 급우.
황소자리 마법(토라스 매직)의 사용수로, 거대화가 자랑.
미안하지만 친구를 다치게 되면 화난다. 또 발육이 좋고, 마법을 사용하지 않아도 고신장이면서 스피카가 충격을 받을 정도의 큰 가슴.
아스트레아 라이브라 (일본어: アストレア・ライブラ)
스피카의 급우에서, 교두인 저스티스 라이브라의 아들.
카스톨 제미니 (일본어: カストル・ジェミニ)
스피카의 급우. 폴룩스 제미니의 쌍둥이 형. 마법 특성은 빛 마법인 쌍둥이 자리 마법(제미니 매직).
폴룩스 제미니 (일본어: ポルックス・ジェミニ)
스피카의 급우. 카스톨 제미니의 쌍둥이 여동생. 마법 특성은 빛 마법인 쌍둥이 자리 마법(제미니 매직).
레오 레굴루스 (일본어: レオ・レグルス)
스피카의 급우.
카펠라 카프리콘 (일본어: カペラ・カプリコーン)
스피카의 급우.
유우 아리에스 (일본어: ユゥ・アリーズ)
스피카의 급우.
멜로우 파이시즈 (일본어: メロウ・パイシーズ)
스피카의 급우.
키론 새저테리어스 아라디아 (일본어: キロン・サジタリアス・アラディア)
스피카의 급우.
타르프 캔서 (일본어: タルフ・キャンサー)
스피카의 급우.
하나 사소리죠 (일본어: ハナ・サソリジョウ)
스피카의 급우.

## 용어

### 아라디아 왕국 관련
아라디아 왕국
작품 세계에 등장하는 왕국. 이 나라의 관광 명소 중 하나인 「돈가리 모자의 세계수」의 근원의 터널을 빠진 앞에 왕립 디아나 마술교는 존재한다.
왕립 디아나 마술학교
작품 세계에서 가장 난관의 마법 학교. 약 1,000년 전에 시조의 마녀 「세레네」에 의해 창설되었다.
학생수는 중등부와 고등부를 합쳐 600명을 넘는다.
카븐
디아나 학교의 수업.
디아나 학교에서는 12명의 학생과 1명의 교사로 1개의 카븐을 만들고, 3년간 공부와 침식을 함께 한다.

### 마법 관련
마법 특성
태어난 마법의 유형. 특성 이외의 마법은 기본적으로 익힐 수 없다.
마법 특성은 궁수자리(풍마법), 전갈자리(독 마법), 천칭자리(심안 마법), 처녀자리(식물 마법), 사자자리(짐승 마법), 게자리(강 마법), 염소자리(악식 마법), 물병자리(물마법), 물고기자리(해양마법), 양자리(염마법), 황소자리(강화 마법), 쌍둥이자리(광마법)의 총 12계통이 존재한다.

## 서지 정보
- 카네다 요스케 《검은 고양이와 마녀의 교실》 코단샤 〈코단샤 코믹스〉, 기간 12권 (2025년 8월 7일 현재)
  1. 2022년 7월 8일 발행[35](동일 발매[27][3]), ISBN 978-4-06-528426-1
  2. 2022년 9월 9일 발행[36](동일 발매[37]), ISBN 978-4-06-529087-3
  3. 2022년 12월 9일 발매[38], ISBN 978-4-06-529951-7
  4. 2023년 3월 9일 발매[39][5], ISBN 978-4-06-530917-9
  5. 2023년 7월 7일 발매[40][5], ISBN 978-4-06-532168-3
  6. 2023년 11월 9일 발매[41], ISBN 978-4-06-533155-2
  7. 2024년 3월 8일 발매[42], ISBN 978-4-06-534859-8
  8. 2024년 7월 9일 발매[43], ISBN 978-4-06-536116-0
  9. 2024년 11월 8일 발매[44], ISBN 978-4-06-537038-4
  10. 2025년 2월 7일 발매[45], ISBN 978-4-06-538401-5
  11. 2025년 5월 9일 발매[46], ISBN 978-4-06-539352-9
  12. 2025년 8월 7일 발매[47], ISBN 978-4-06-540346-4

## TV 애니메이션
2026년부터 방송 예정.

### 스태프
- 원작 - 카네다 요스케[4]
- 감독 - 타츠와 나오유키(일본어:龍輪直征)[4]
- 시리즈 구성 - 고토 미도리[4]
- 캐릭터 디자인 - 오노다 타카유키[4]
- 애니메이션 제작 - 라이덴 필름[4]

## 참고문헌
- 카네다 요스케 (2022년 7월 8일). 《검은 고양이와 마녀의 교실》. 매거진 포켓 1. 코단샤. ISBN 978-4-06-528426-1.
- 카네다 요스케 (2022년 9월 9일). 《검은 고양이와 마녀의 교실》. 매거진 포켓 2. 코단샤. ISBN 978-4-06-529087-3.